# Adam Rapacki
Adam Rapacki (n. 24 decembrie 1909 - d. 10 octombrie 1970) a fost un politician și diplomat polonez.
Rapacki s-a născut în Lemberg, Austro-Ungaria. A fost membru al Partidului Socialist Polonez în perioadă 1945-1948. De asemenea, a fost membru al Biroului Politic Central până în 1968. Din 1956 până în 1968, a fost ministru de externe în cabinetul lui Józef Cyrankiewicz.
În data de 2 octombrie 1957, a prezentat Organizației Națiunilor Unite un plan pentru o zonă fără arme nucleare în Europa Centrală (care cuprindea Cehoslovacia, Polonia, Germania de Est și Germania de Vest, acesta fiind cunoscut sub numele de "Planul Rapacki".